# Maj Boström-Åkerlund
Maj Boström-Åkerlund, född 2 maj 1914 i Boden, död 12 november 1966 i Visby, var en svensk keramiker och sjuksköterska.
Hon var dotter till folkskolläraren Erik Boström och Anna Björlin och från 1942 gift med regementsläkaren Bengt Åkerlund. Parallellt med utbildningen till sjuksköterska bedrev Boström-Åkerlund konststudier för Maggie Wibom i Stockholm och för Sixten Nilsson i Karlstad. Tillsammans med Lizzie Gerlach ställde hon ut i Visby 1957 och hon medverkade i samlingsutställningar med Gotlands konstförening. Hon medverkade i en utställning med gotländsk konst i Slagelse i Danmark 1966. Hennes konst består av fri skulptural keramik där hon ibland arbetade in mindre strandfynd och förstenade urdjur.
Makarna Åkerlund är begravda på Norra kyrkogården i Visby.